# Riad (Marocco)

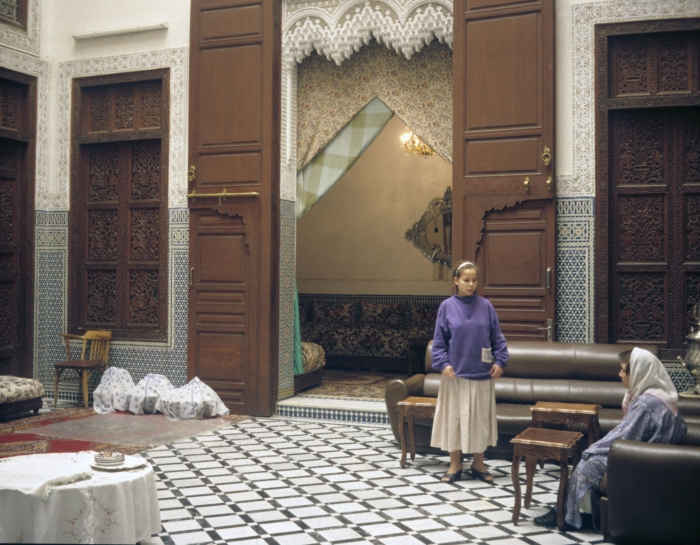
Cortile centrale di un riyāḍ di Fes el-Bali, la parte più antica della medina di Fez (1998).

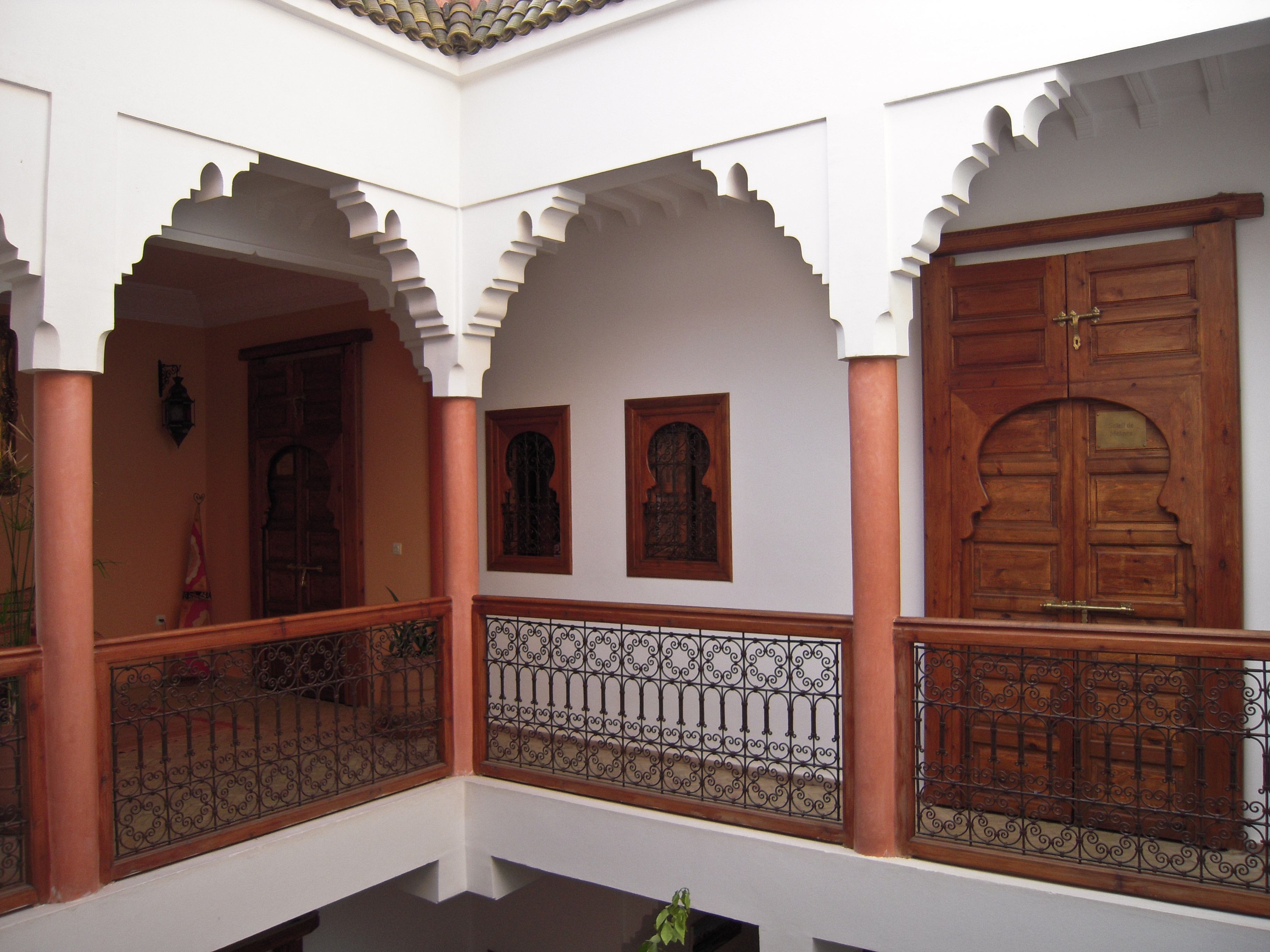
Un riyāḍ di Marrakesh.

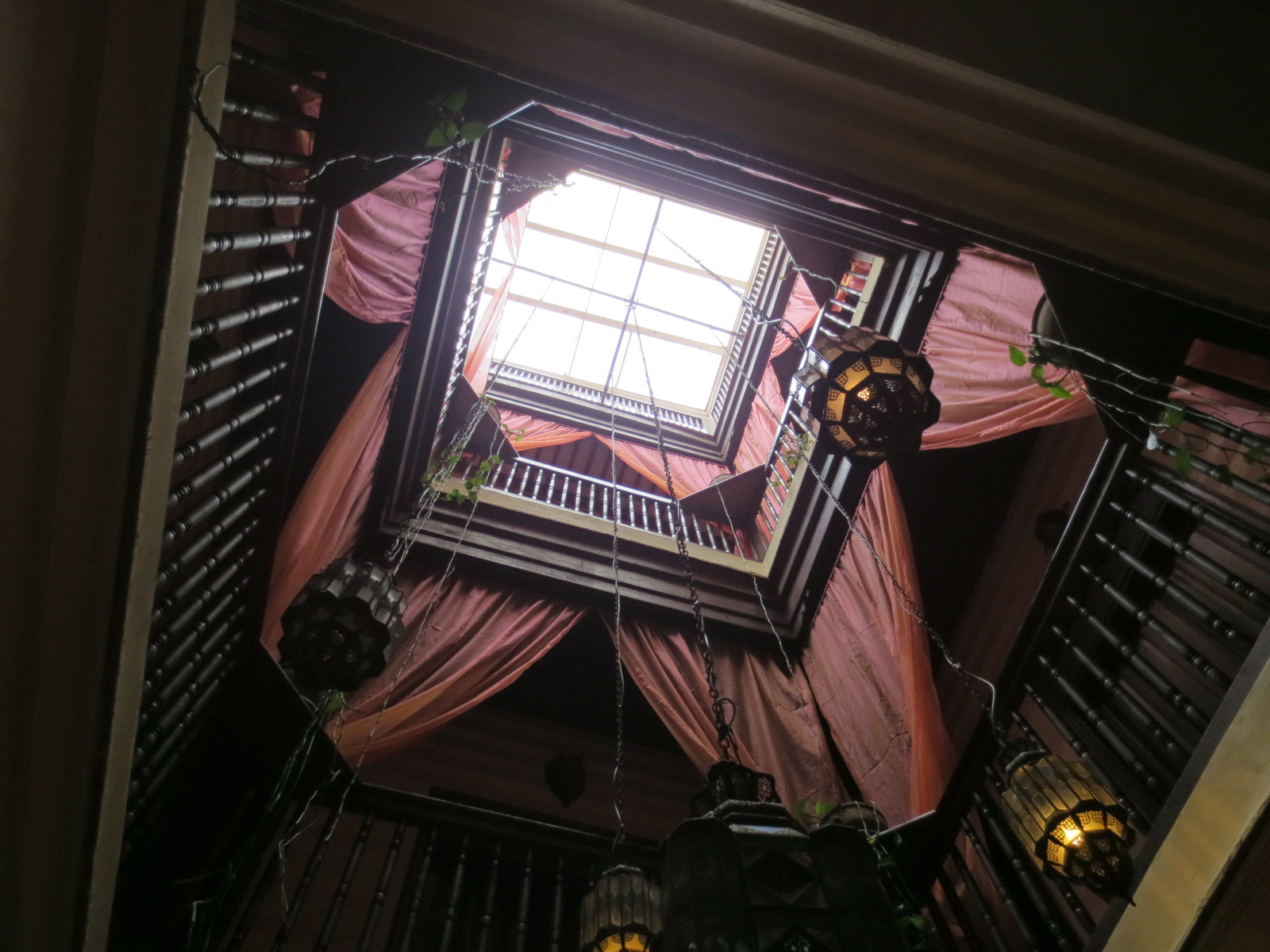
Un riyāḍ visto dal cortile centrale verso l'alto.

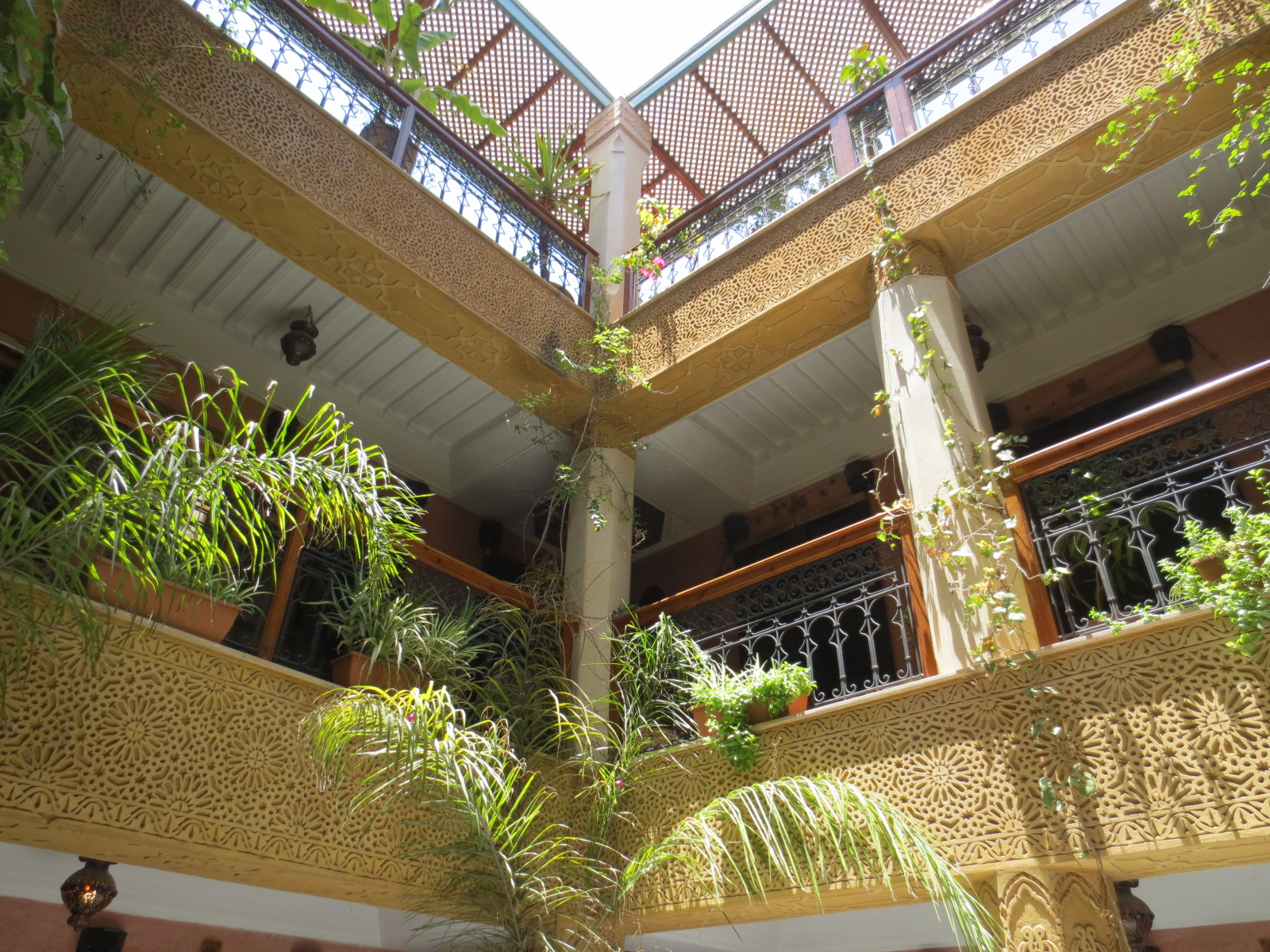
La struttura centrale di un riyāḍ decorata con motivi geometrici.

Un riad (in arabo رياض‎?, riyāḍ) è una forma di architettura spontanea tradizionale del Marocco. È stata per secoli l'abitazione tradizionale urbana del Marocco. Si tratta di un insieme di stanze, o strutture a più piani, divise da giardini interni o cortili, in alcuni casi con fontane decorative. La parola riyāḍ deriva dal plurale arabo di "giardino" (rawḍ) ma che indica anche la "ricreazione", lo "svago", tanto da significare anche "sport".

## Storia
La prima dinastia islamica che governò il Marocco fu quella degli Idrisidi, e, prima della fondazione di Fez, il sultano Idrīs I fece dell'antica città romana di Volubilis la propria capitale. Le domus romane fornirono l'ispirazione per la prima architettura urbana del regno idriside. Ma l'influenza più grande è chiaramente di origine arabo-andalusa, e i riyāḍ iniziarono ad avere la forma attuale sotto gli Almoravidi, una dinastia che unì la Spagna islamica e il Marocco in un unico impero. I riyāḍ progredirono sotto le dinastie degli Almohadi e dei Merinidi. In origine i riyāḍ si trovavano solo nelle medina (città vecchie, centri storici) delle città del Marocco. Oggi i riyāḍ sono diventati estremamente popolari, e molti sono diventati alberghi e ristoranti, molto ricercati dai turisti.

## Descrizione
I riyāḍ, in genere sono a più piani, a causa della grande importanza data allo spazio nella cultura del Maghreb. Tra le caratteristiche uniche dei riyāḍ vi è il fatto che sono completamente chiusi verso l'esterno e sono strutturati attorno a un cortile o giardino centrale, secondo il modello tipico arabo-andaluso, che ha origine nella villa romana e nei giardini persiani.
Il fatto che nei riyāḍ tutte le stanze si affaccino sul cortile centrale e non all'esterno, deriva dalle consuetudini islamiche riguardanti l'importanza della privacy.
I riyāḍ di solito sono decorati con sistemi tradizionali, ovvero figure geometriche, arabeschi, zellige e tadelakt.
Molti riyāḍ rischiarono la rovina a causa dell'abbandono delle medina verso i quartieri moderni, ma, dal 1990 iniziò una politica di tutela per ragioni culturali e turistiche. Molti dei vecchi riyāḍ sono infatti oggi alberghi e ristoranti, in particolar modo nelle città di Marrakesh, Fez ed Essaouira.